# Emperor: Schlacht um Dune
Emperor: Schlacht um Dune (Originaltitel: Emperor: Battle for Dune) ist ein Echtzeit-Strategiespiel für den PC, das lose auf dem Science-Fiction-Roman Dune – Der Wüstenplanet von Frank Herbert beruht und den optischen Stil des Kinofilms Der Wüstenplanet von David Lynch aufweist. Es wurde 2001 von den Westwood Studios entwickelt und von Electronic Arts vertrieben. Emperor: Schlacht um Dune ist der Nachfolger von Dune 2000. Die musikalische Untermalung des Spiels stammt von Frank Klepacki, David Arkenstone und Jarrid Mendelson.

## Handlung
Das Spiel setzt nach den Handlungen aus Dune 2000 ein. Padishah-Imperator Frederick IV. wurde von seiner Konkubine, der Bene Gesserit Lady Elara ermordet. Das Imperium verfällt in Chaos. Um dies zu beenden, ruft die Raumfahrergilde einen Krieg der Assassinen auf Dune aus. Die drei Hohen Häuser der Atreides, Harkonnen und Ordos treten gegeneinander an. Als ultimativen Preis für das siegende Haus winkt der Führungssitz im Landsraad und der Thron des Padishah-Imperator des bekannten Universums.

## Spielprinzip
Das Spiel ist ein klassisches Echtzeitstrategiespiel, in dem es darum geht eine Militärbasis aufzubauen, Spice als Rohstoff abzubauen, um Geld zu erhalten und eine Armee in Kasernen und Waffenfabriken aufzustellen, um den Gegner zu vernichten.
Als Fraktionen stehen folgende Adelshäuser zur Verfügung:
- Haus Atreides – das noble Haus Atreides setzt auf konventionellere Waffensysteme und Soldaten.
- Haus Harkonnen – das bösartige Haus Harkonnen setzt auf schweres Kriegsgerät.
- Haus Ordos – das verschlagene Händlerhaus setzt auf Spionage, Söldner und verbotene Technologie.

Der Spieler kann zudem zwei der folgenden Nebenfraktionen auswählen, deren Einheiten dann zur Verfügung stehen:
- Fremen – die Wüstenkrieger des Wüstenplaneten
- Sardaukar – die ehemaligen imperialen Elitesoldaten des Imperators suchen neue Bündnispartner, nachdem ihr Imperator getötet wurde und sind für den, der sich mit ihnen verbündet, eine echte Bereicherung.
- Ixianer – das Haus IX ist das technologisch führende Volk im Dune-Universum.
- Raumgilde – Die Raumfahrergilde, die normalerweise für die interstellare Raumfahrt zuständig ist, mischt nun aktiv im Kampf mit ihren, durch das Spice mutierten, Navigatoren mit.
- Bene Tleilax – die Tleilaxu sind führend in der Genmanipulation und der Herstellung biologischer Implantate und züchten nun für den Konflikt biologische Waffen in Form von Monstern und Mutationen.

In der Spielhandlung trifft man des Weiteren öfter auf die Schmuggler-Gilde und in den Zwischensequenzen kommt der Orden der Bene Gesserit vor.

## Rezeption
Bewertungen in PC-Spielemagazinen:
- GameStar: 87 % „sehr gut“[1]
- PC Games: 79 %[2]

Das Spiel konnte die Umsatzerwartungen nicht erfüllen, weswegen Westwood-Chef Louis Castle im März 2002 eine Fortsetzung als unwahrscheinlich einstufte.